# تأثير دوبلر

مصدر موجات يتحرّك نحو الجهة اليُسرى. التردد في الجهة اليُسرى أعلى منه في الجهة اليُمنى.

ظاهرة دوبلر أو تأثير دوبلر هو تغير ظاهري للتردد أو الطول الموجي للأمواج عندما ترصد من قبل مراقب متحرك بالنسبة للمصدر الموجي.
يُفترض ثبات المشاهد حتى يستطيع رصد التغير في الطول الموجي للموجات القادمة إليه من المصدر (صوتي أو ضوئي)، وعلى أساسها يستطيع تحديد عما إذا كان الجسم مقترباً أم مبتعداً.
ونحن نشاهد تلك الظاهرة أحياناً خلال يومنا العادي عندما نكون مثلا في الشارع وتقترب منا عربة حريق أو عربة إسعاف، فنسمع صفارتها وهي قادمة علينا بتردد أعلى، لأن طول موجة الصوت ينضغط إلى حد ما بفعل سرعة قدومها علينا، وبعد أن تمر علينا وتأخذ في الابتعاد عنا نسمع صوت صفارتها بتردد منخفض بسبب أن طول موجتها يزداد استطالة.

الانزياح الأحمرللضوء بفعل سرعة المصدر في الابتعاد عنا. الانزياح نحو الأحمر معناه زيادة طول موجة الضوء القادم إلينا، طبقا لظاهرة دوبلر

وتحدث ظاهرة دوبلر أيضا للضوء، ولها تطبيقات كثيرة كان أهمها عندما استخدمها عالم الفلك الأمريكي هابل عام 1929 في رصد النجوم، واكتشف أن مجرة أندروميدا تقع خارج مجرتنا المعروفة بدرب التبانة ولا تنتسب إلينا. ثم رصد هابل السماء ووجد العديد من تلك المجرات البعيدة. وكانت دهشته كبيرة عندما وجد عن طريق ظاهرة دوبلر أن كل تلك المجرات تبتعد عنا بسرعات عظيمة وفي جميع الاتجاهات، ووصل لهذا التفسير عندما وجد أن أطياف تلك المجرات منزاحة بدرجات متفاوتة نحو اللون الأحمر، فكان هذا الاكتشاف اكتشافاً عظيماً، إذ عرفنا أن الكون يأخذ في الاتساع. وكان العالم أينشتين كبقية العلماء آنذاك يعتقدون عكس ذلك لدرجة أن أينشتين أَضَاف ثابت كوني في معادلاته في نظرية النسبية العامة حتى يضمن مفهوم أن حجم الكون ثابت ولا يتغير وتراجع بعد ذلك. وتغيرت صورة الكون من وقتها عند الإنسان حيث كان في اعتقاد الناس وكذلك العلماء أن حجم الكون ثابت لا يتغير. ويعتبر هذا الاكتشاف من أعظم اكتشافات البشرية في القرن العشرين.

## قانون ظاهرة دوبلر
هناك قانونان لظاهرة دوبلر، فالقانون الأول ينص على أن الزمن الدوري أو زمن اهتزازة واحدة فقط تساوي مقلوب التردد؛ ويعبر عنه على النحو الآتي: T=1/f
حيث أن :
T: الزمن الدوري
f : التردد
أما القانون الثاني فينص على :
وجود علاقة ارتباط تجمع بين سرعة انتشار الموجات C والتردد F والطول الموجي L، وتعتبر العلاقة عكسية مع الفرضية السابقة؛ فعندما يكون أحدهما كبيراً تكون قيمة الآخر صغيرة، ويعبر عن هذا القانون بما يأتي: F=c/L.

## التطورات
قام دوبلر باقتراح هذا التأثير لأول مرة في كتابه " Über das farbige Licht der Doppelsterne und einiger anderer Gestirne des Himmels " وذلك عام1842
وقام بيس بالوت ( Buys Ballot) باختبار هذه الفرضية عام 1945 وأكد ان درجة الصوت كانت اعلى من التردد المنبعث عند اقترابنا من مصدر الصوت، وأقل من التردد المنبعث عند الابتعاد عن مصدر الصوت. وفي بريطانيا قام جون سكوت بإجراء دراسة تجريبية لظاهرة دوبلر .

## تطبيقات على ظاهرة دوبلر
1- الفلك
اعتمد الفلكيون على ظاهرة دوبلر في قياس سرعة النجوم والمجرات بالنسبة للأرض واكتشفوا بفضلها اتجاه حركة هذه الاجرام وتحديد إن كانت تقترب منا أو تبتعد عنا، وذلك من خلال قياس تردد الأشعة الكهرومغناطيسية الصادرة عن النجوم ومقارنتها بتلك الترددات الصادرة عندما تكون في المختبر أي ثابتة بالنسبة للمراقب، وظاهرة دوبلر تعتمد على السرعة النسبية بين المصدر والمراقب.
2- الرادار
لتأثير دوبلر استعمالات في بعض أنواع الرادارات، مثل الرادار الذي تستخدمه شرطة المرور في تقدير سرعة السيارات على الطريق، وذلك من خلال مقارنة الترددات الصوتية الصادرة عن محرك السيارة بمقارنة الترددات للسيارة الثابتة والسيارة المتحركة ومن ثم حساب قيمة السرعة للسيارة. 
3- الطب
لقياس سرعة حركة جدار قلب الجنين بجهاز الموجات فوق الصوتية.